# Драги Костовски
Драги Костовски (на македонска литературна норма: Драги Костовски) е актьор от Социалистическа република Македония.

## Биография
Роден е на 22 април 1930 година в град Битоля, тогава в Югославия. През 1947 започва да учи в Държавната театрална школа в Скопие, а през 1949 започва да играе в театъра. Дебютът му на телевизионна сцена е с филма „Мис Стоун“ от 1958 година. Умира на 3 декември 1980 в Скопие.

## Филмография
- Мис Стоун (1958)
- Неволите на покойника К.К. (1963)
- Под същото небе (1964)
- До победата и след нея (1966) – Кирил Нацев
- Македонска кървава сватба (1967)
- Мементо (1967) – д-р Марк
- Планината на гнева (1968)
- Републиката в пламък (1969) – Никола Карев
- Цената на града (1970)
- Жажда (1971)
- Изстрел (1972)
- Смилевският конгрес (1973) – Даме Груев
- Яд (1975)
- Присъда (1977) – Аспарух Савов
- Куриерът на Гоце Делчев (1977)
- Итар Пейо (1977) – Владиката
- Оловна бригада (1980)
- Време, води (1980)
- Учителят (1980)
- Илинден (1982) – Таку Вале